# Gryzelda Rozdrażewska
Gryzelda Sobieska (zm. 1621) – córka magnata polskiego Marka Sobieskiego i Jadwigi Snopkowskiej.

## Życiorys
Wyszła za mąż za wojewodę dorpackiego Dadźboga Karnkowskiego. Małżeństwo Gryzeldy i Dadźboga było bezpotomne. Mąż Sobieskiej zmarł w 1617. Po śmierci pierwszego męża, Gryzelda Karnkowska poślubiła starostę odolanowskiego i krajczego królowej Konstancji Habsburżanki, Jana Rozdrażewskiego. Z tego małżeństwa pochodziło dwoje dzieci:
- Krzysztof Aleksander – poległy w Niderlandach,
- Jakub Hieronim – kasztelan kaliski, starosta odolanowski i wojewoda inowrocławski.

Gryzelda z Sobieskich Rozdrażewska została pochowana w kościele jezuickim w Kaliszu, którego była dobrodziejką. W 1628 pochowano tam również jej męża Jana.